# It’s the Hard Knock Life
It’s the Hard Knock Life ist ein Lied aus dem Musical Annie mit Musik von Charles Strouse und Texten von Martin Charnin. Das Lied wird von der gleichnamigen Protagonistin zusammen mit den anderen Waisenmädchen gesungen und handelt davon, wie die Mädchen von Miss Hannigan behandelt werden.

## Coverversionen
- Das Lied wird in dem Jay-Z-Song Hard Knock Life (Ghetto Anthem) gesampelt.[5] Die Version von Jay-Z wird in der James-Bond-Parodie Austin Powers in Goldständer von Mike Myers parodiert.
- Der Song wurde in Lil’ Romeos Track We Can Make It Right aus seinem zweiten Album Game Time gesampelt.
- Play coverte den Song 2004 für ihr drittes Studioalbum Don’t Stop the Music, das später auf der DVD zum 20-jährigen Jubiläum von Annie veröffentlicht wurde.
- Der Song ist im Refrain von Lukas Grahams 2014 erschienener Single Mama Said eingefügt.[6]
- Der deutsche Webvideoproduzent Freshtorge veröffentlichte in seiner Rolle als Sandra auf seinem YouTube-Kanal unter dem Titel Mathe ist ein Arsch 2018 eine Parodie auf den Song. Diese ist mit über 39 Mio. Aufrufen das bislang erfolgreichste Video des YouTubers. (Stand: 5. Oktober 2024).[7]